# Mónica Aragón
Mónica Aragón Fernández-Cuervo (Ciudad de México, 30 de junio de 1973) es una actriz y payasa española. Es miembro de la Familia Aragón, una famosa saga de payasos y artistas circenses española, cuyos orígenes se remontan al siglo XIX.

## Trayectoria
Es hija de Alfonso Aragón Sac (Fofito) y nieta de Alfonso Aragón Bermúdez (Fofó) miembros del grupo Los Payasos de la Tele.
En 1984 participó en el espectáculo dirigido por Miliki Pepín en el viaje a los planetas haciendo de la princesa, junto a Rita Irasema y su hermana Maite.
Estudió la carrera de periodismo. Sus primeros pasos en el mundo del espectáculo se producen como presentadora de televisión, concretamente del programa Club Disney, que emitía Televisión española, entre 1992 y 1996. En 1997-1999 coincide con Emilio Aragón en la serie de televisión Médico de familia, en la que interpreta en papel de la doctora Marta Tena.
En cuanto a su paso por el cine, aparte de algunos cortos, debe mencionarse su participación en la película Camarón (2005), de Jaime Chávarri. Ese mismo año presenta el programa divulgativo de La 2 de TVE España innova.
Durante la década de 2000 participa en varios espectáculos musicales junto a su padre, como Circo Alaska (2007) y Sonrisas (2009), además de intervenir en la obra Diez negritos (2000) y en el musical Cabaret (2003).
En 2013, junto a su padre y su tío Rody Aragón, montó el espectáculo musical Cómo están ustedes, en el que se hacía un repaso a las más célebres canciones de Los Payasos de la Tele. Ese mismo año, interpreta a Blanche Girard en el largometraje Las hijas de Danao del director Fran Kapilla. Un año más tarde, encabezó el elenco del reestreno del musical El otro lado de la cama, en este caso junto al cantante Álex Casademunt.
En 2015 protagonizó en breve el cortometraje You´re Gonna Die Tonight, dirigido por Sergio Morcillo. De nuevo regresó a los escenarios en 2016 junto a su padre en el espectáculo Aquellas meriendas.
Estuvo casada desde 2002 hasta 2012 con el actor Jacobo Dicenta.

## Filmografía

### Películas
| Año  | Película                              | Personaje         | Director                          |
| ---- | ------------------------------------- | ----------------- | --------------------------------- |
| 2015 | Mi gran noche                         | Chica 1           | Álex de la Iglesia                |
| 2015 | Solo química                          | Invitada festival | Alfonso Albacete                  |
| 2014 | Las hijas de Danao                    | Blanche Girard    | Fran Kapilla                      |
| 2013 | Última Transmisión 2.0 (cortometraje) |                   | Sergio Morcillo                   |
| 2013 | Última Transmisión (cortometraje)     |                   | Sergio Morcillo                   |
| 2012 | Alienada (cortometraje)               | Alienígena        | José Luis Mora                    |
| 2012 | Behaviors                             | Mantis            | Pedrortega                        |
| 2011 | ¿Jugamos? (cortometraje)              | Mónica            | Elisabeth Almeda                  |
| 2010 | Fox Hunting (cortometraje)            |                   | Sergio F. Misis, Javier Salamanca |
| 2005 | Camarón                               | Tina              | Jaime Chávarri                    |

## Televisión
- 2010 - Asoka, el refugio (documental) (narradora, voz)
- 2005 - Cuéntame cómo pasó (Temporada 7, episodio 5)
- 2001 - Furor (1 programa)
- 1999 - Waku waku (1 programa)
- 1998 - El concursazo (1 programa)
- 1997-1999 - Médico de familia
- 1996 - ¿Qué apostamos? (1 programa)
- 1992-1996 - Club Disney
- 1995 - Un paseo por el tiempo (Intervención del mensaje de su padre y su tío)
- 1993 - TP de Oro 1992
- 1992-1996 - Telepasión española

## Discografía
- Nuestras canciones (2015)[8]

## Espectáculos
- Pepín en el viaje a los planetas (1984)[9]
- Sonrisas (2008-2010)
- Fofito, 50 años de ilusión (2012)
- ¿Cómo están ustedes? El musical (2013)
- Los Payasos de la tele, El Musical. (Una aventura encantada) (2013)
- Aquellas meriendas (2016)
- Confesiones Mórbidas. Director José Luis Mora. (2017)